# 사이드 벤라흐마
모하메드 사이드 벤라흐마(아랍어: سعيد بن رحمة, 1995년 8월 10일 ~ )는 알제리의 축구 선수로, 현재 사우디 프로페셔널리그의 네옴과 알제리 축구 국가대표팀에서 윙어로 뛰고 있다.